# Ochotona hoffmanni
Espèce
Synonymes
- Ochotona alpina hoffmanni 
 Formozov, Yakhontov & Dmitriev, 1996

Statut de conservation UICN

 EN B1ab(iii) : En danger
Ochotona hoffmanni est une espèce de la famille des Ochotonidae. Comme tous les pikas, c'est un petit mammifère lagomorphe. C'est une espèce en danger d'extinction.

## Distribution
Cette espèce se rencontre en Mongolie et dans le Kraï de Transbaïkalie en Russie.

## Publication originale
- Formozov, Yakhontov & Dmitriev, 1996 : Novaya forma Altaiskoi pishchukhi (Ochotona alpina hoffmanni ssp. n.) iz yuzhnykh otrogov Khetneya i veroyatnaya istoriya areala etovo vida. (A new form of the alpine pika O. alpina hoffmanni ssp. n.) from Hentiyn Nuruu Ridge (Mongolia) and probable natural history of this species.) Byulleten' Moskovskogo Obshchestva Ispytateley Prirody, Otdel Biologicheskii, vol. 10, n. 1, p. 28–36.